# Lepturophis albofuscus
Genre
Espèce
Synonymes
- Sphecodes albofuscus Duméril, Bibron & Duméril, 1854
- Lycodon albofuscus (Duméril, Bibron & Duméril, 1854)
- Lepturophis borneensis Boulenger, 1900

Statut de conservation UICN

 LC  : Préoccupation mineure
Lepturophis albofuscus, unique représentant du genre Lepturophis est une espèce de serpents de la famille des Colubridae.

## Répartition
Cette espèce se rencontre jusqu'à 600 m d'altitude :
- en Indonésie à Sumatra et au Kalimantan sur l'île de Bornéo ;
- au Brunei ;
- en Malaisie péninsulaire et en Malaisie orientale ;
- dans le sud de la Thaïlande.

## Description
Dans sa description, Boulenger indique que le spécimen en sa possession mesure 148 cm dont 57 cm pour la queue. Son dos est noir, avec les écailles bien dessinées. Sa face ventrale est blanchâtre. Les juvéniles présentent des bandes blanches.

## Taxinomie
Cette espèce a été placée dans le genre monotypique Lepturophis, celui-ci a été placé en synonymie avec Lycodon avant d'être revalidée par Wallach, Williams & Boundy en 2014.

## Publications originales
- Boulenger, 1900 : Description of new reptiles and batrachians from Borneo. Proceedings of the Zoological Society of London, vol. 1900, p. 182–187 (texte intégral).
- Duméril, Bibron & Duméril, 1854 : Erpétologie générale ou histoire naturelle complète des reptiles. Tome septième. Première partie, p. 1-780 (texte intégral).